# Rafaela Aparicio
Rafaela Díaz Valiente (Marbella, Màlaga, 9 d'abril de 1906 - Madrid, 9 de juny de 1996), coneguda artísticament com a Rafaela Aparicio, va ser una actriu teatral, televisiva i cinematogràfica espanyola.

## Biografia
Rafaela va néixer en 1906, filla de José Díaz Aparicio (natural de La Carolina, Jaén) i de Balbina Valiente Andrés (natural d'Ulea (Múrcia). Diplomada en Magisteri, va exercir com a mestra solament dos anys. Va debutar en el teatre als 23 anys a Còrdova amb l'obra El conflicto de Mercedes, dels germans Álvarez Quintero, al costat de Luis Benito Arroyo, amic del seu pare, empresari taurí i teatral. Va viatjar a Madrid a la cerca d'oportunitats, iniciant una carrera teatral que mai abandonaria. Es va unir en 1933 a l'actor Erasmo Pascual, amb qui es va casar en 1936, i amb qui va tenir un fill, Erasme.
La seva filmografia inclou més de cent pel·lícules, la majoria comèdies, on abunden els papers de minyona i similars i moltes vegades al costat de Florinda Chico. Destaquen El último cuplé de Juan de Orduña, La vida por delante, La vida alrededor, El extraño viaje i El mar y el tiempo, de Fernando Fernán Gómez; Ana y los lobos i Mamá cumple cien años, de Carlos Saura; El sur, de Víctor Erice; El año de las luces, de Fernando Trueba i ¡Oh, cielos!, de Ricardo Franco.
En 1996 va morir en una residència d'ancians de La Piovera (Madrid) als 90 anys a causa d'un vessament cerebral. És enterrada al Panteó d'Escriptors i Artistes Espanyols del Cementiri de San Justo de Madrid.

## Premis
Premis Goya
| Any  | Categoria               | Pel·lícula         | Resultat   |
| ---- | ----------------------- | ------------------ | ---------- |
| 1987 | Goya d'Honor            | Goya d'Honor       | Guanyadora |
| 1989 | Goya a la millor actriu | El mar y el tiempo | Guanyadora |

Medalles del Círculo de Escritores Cinematográficos
| Any  | Categoria                    | Pel·lícula/Muntatge   | Resultat   |
| ---- | ---------------------------- | --------------------- | ---------- |
| 1980 | Millor actriu                | Mamá cumple cien años | Guanyadora |
| 1974 | Millor actriu de repartiment | Ana y los lobos       | Guanyadora |

Fotogramas de Plata
| Any  | Categoria                  | Pel·lícula/Muntatge                     | Resultat   |
| ---- | -------------------------- | --------------------------------------- | ---------- |
| 1986 | Tota una vida              | Tota una vida                           | Guanyadora |
| 1989 | Millor actriu de cinema    | El aire de un crimen El mar y el tiempo | Candidata  |
| 1990 | Millor intèrpret de teatre | Mala yerba                              | Candidata  |

Altres
- 1978 - Medalla d'Or al Mèrit en el Treball
- 1979 - Premis Sant Jordi: Millor interpretació en pel·lícula espanyola per Mamá cumple cien años.
- 1987 - Fiambrera de Plata Extraordinaria
- 1989 - Medalla d'Or al Mèrit en les Belles Arts.
- 1991 - Premi Nacional de Cinematografia.

## Cinema
- Nobleza baturra. (1935) (figurant) dirigida per Florián Rey.
- La hija de Juan Simón (1935) dirigida per Nemesio M. Sobrevila.
- Al fin solos. (1955) dirigida per José María Elorrieta.
- Todos somos necesarios. (1956) dirigida per José Antonio Nieves Conde.
- La gran mentira (1956). dirigida per Rafael Gil.
- El último cuplé (1957). dirigida per Juan de Orduña.
- El Cristo de los Faroles (1958). dirigida per Gonzalo Delgrás.
- Ya tenemos coche. (1958) dirigida per Julio Salvador.
- La vida por delante. (1958) dirigida per Fernando Fernán Gómez.
- Aquellos tiempos del cuplé. (1958) dirigida per Mateo Cano.
- Bombas para la paz. (1959) dirigida per Antonio Román.
- Parque de Madrid. (1959) dirigida per Enrique Cahen Salaberry.
- La vida alrededor. (1959) dirigida per Fernando Fernán Gómez.
- La quiniela. (1959) dirigida per Ana Mariscal.
- Sólo para hombres. (1960) dirigida per Fernando Fernán Gómez.
- El indulto (1960) dirigida per José Luis Sáenz de Heredia.
- Tómbola. (1962) dirigida per Luis Lucia.
- El grano de mostaza. (1962) dirigida per José Luis Sáenz de Heredia.
- Vuelve San Valentín. (1962) dirigida per Fernando Palacios.
- Sabían demasiado. (1962) dirigida per Pedro Lazaga.
- Abuelita Charlestón. (1962) dirigida per Javier Setó.
- Atraco a las tres. (1962) dirigida per José María Forqué.
- Las hijas de Helena. (1963) dirigida per Mariano Ozores.
- La becerrada. (1963) dirigida per José María Forqué.
- Historia de una noche. (1963) dirigida per Luis Saslavsky.
- Han robado una estrella. (1963) dirigida per Javier Setó.
- Los conquistadores del Pacífico (1963) dirigida per José María Elorrieta.
- Marisol rumbo a Río. (1963) dirigida per Fernando Palacios.
- Confidencias de un marido. (1963) dirigida per Francisco Prósper.
- El extraño viaje, (1964) dirigida per Fernando Fernan Gomez.
- Ella y el miedo. (1964) dirigida per León Klimovsky.
- El pecador y la bruja. (1964) dirigida per Julio Buchs.
- Historias de la televisión. (1965) dirigida per José Luis Sáenz de Heredia.
- Mi canción es para ti. (1965) dirigida per Ramón Torrado.
- La visita que no tocó el timbre. (1965) dirigida per Mario Camus.
- Las viudas. (1966) dirigida per Julio Coll.
- Es mi hombre. (1966) dirigida per Rafael Gil.
- Vestida de novia. (1966) dirigida per Ana Mariscal.
- El arte de casarse. (1966) dirigida per Jorge Feliú.
- Los duendes de Andalucía. (1966) dirigida per Ana Mariscal.
- Hoy como ayer. (1966) dirigida per Mariano Ozores hijo.
- Una señora estupenda. (1966) dirigida per Eugenio Martín.
- Amor en el aire. (1967) dirigida per Luis César Amadori.
- El halcón de Castilla. (1967) dirigida per José María Elorrieta.
- Sor Citroën. (1967) dirigida per Pedro Lazaga.
- Codo con codo. (1967) dirigida per Víctor Auz.
- Los chicos con las chicas (1967) dirigida per Javier Aguirre.
- Novios 68. (1967) dirigida per Pedro Lazaga.
- Los chicos del Preu (1967) dirigida per Pedro Lazaga.
- El hueso (1967) dirigida per Antonio Giménez Rico.
- Un millón en la basura. (1967) dirigida per José María Forqué.
- Historia de la frivolidad. (1967) dirigida per Narciso Ibáñez Serrador.
- El extraño viaje (1967) dirigida per Fernando Fernán Gómez.
- La mujer de otro (1967) dirigida per Rafael Gil.
- Relaciones casi públicas. (1968) dirigida per José Luis Sáenz de Heredia.
- Los que tocan el piano. (1968) dirigida per Javier Aguirre.
- ¡Cómo sois las mujeres! (1968) dirigida per Pedro Lazaga.
- ¡Dame un poco de amooor...! (1968) dirigida per José María Forqué.
- Chica de los anuncios. (1968) dirigida per Pedro Lazaga.
- Las secretarias (1968) dirigida per Pedro Lazaga.
- Cristina Guzmán. (1968) dirigida per Luis César Amadori.
- Susana. (1969) dirigida per Mariano Ozores.
- Prisionero en la ciudad. (1969) dirigida per Antonio de Jaén.
- A 45 revoluciones por minuto. (1969) dirigida per Pedro Lazaga.
- Abuelo Made in Spain. (1969) dirigida per Pedro Lazaga.
- Amor a todo gas. (1969) dirigida per Ramón Torrado.
- Matrimonios separados. (1969) dirigida per Mariano Ozores hijo.
- La que arman las mujeres. (1969) dirigida per Fernando Merino.
- El abogado, el alcalde y el notario. (1969)dirigida per José María Font.
- Verano 70. (1969) dirigida per Pedro Lazaga.
- Vamos por la parejita. (1969) dirigida per Alfonso Paso.
- Los extremeños se tocan. (1970) dirigida per Alfonso Paso.
- Con ella llegó el amor. (1970) dirigida per Ramón Torrado.
- El abominable hombre de la Costa del Sol (1970) dirigida per Pedro Lazaga.
- Cateto a babor. (1970) dirigida per Ramón Fernández.
- La casa de los Martínez. (1971) dirigida per Agustín Navarro.
- La red de mi canción. (1971) dirigida per Mariano Ozores.
- Simón, contamos contigo. (1971) dirigida per Ramón Fernández.
- Hay que educar a papá. (1971) dirigida per Pedro Lazaga.
- Las Ibéricas F.C. (1971) dirigida per Pedro Masó.
- Dos chicas de revista. (1972) dirigida per Mariano Ozores.
- Venta por pisos. (1972) dirigida per Mariano Ozores.
- Guapo heredero busca esposa. (1972) dirigida per Luis María Delgado.
- El padre de la criatura. (1972) dirigida per Pedro Lazaga.
- No firmes más letras, cielo. (1972) dirigida per Pedro Lazaga.
- Manolo, la nuit. (1973) dirigida per Mariano Ozores.
- La curiosa (1973). dirigida per Vicente Escrivá.
- La descarriada (1973) dirigida per Mariano Ozores.
- Ana y los lobos. (1973) dirigida per Carlos Saura.
- ¡Qué cosas tiene el amor! (1973) dirigida per Germán Lorente.
- Cuando el cuerno suena. (1974) dirigida per Luis María Delgado.
- El último proceso en París. (1974) dirigida per José Canalejas.
- Los caballeros del botón de ancla (1974) dirigida per Ramón Torrado.
- Matrimonio al desnudo. (1974) dirigida per Ramón Fernández.
- Canciones de nuestra vida. (1975) dirigida per Eduardo Manzanos Brochero.
- No quiero perder la honra. (1975) dirigida per Eugenio Martín.
- Duerme, duerme, mi amor. (1975) dirigida per Francisco Regueiro.
- País, S.A.. (1975) dirigida per Antonio Fraguas, 'Forges'.
- Tío ¿de verdad vienen de París? (1975) dirigida per Mariano Ozores.
- El adúltero (1975) dirigida per Ramón Fernández.
- Un lujo a su alcance (1975) dirigida per Ramón Fernández.
- El in... moral (1976) dirigida per José Canalejas.
- Mauricio, mon amour (1976) dirigida per Juan Bosch.
- Guerreras verdes. (1976) dirigida per Ramón Torrado.
- El increíble aumento del coste de la vida. (1976) dirigida per Ricardo Franco.
- Adulterio a la española. (1976) dirigida per Arturo Marcos.
- El secreto inconfesable de un chico bien. (1976) dirigida per Jordi Grau.
- Señoritas de uniforme. (1976) dirigida per Luis María Delgado.
- Cuando los maridos se iban a la guerra. (1976) dirigida per Ramón Fernández.
- Cambio de sexo. (1977) dirigida per Vicente Aranda.
- Gusanos de seda. (1977) dirigida per Francisco Rodríguez Gordillo.
- Esposa y amante. (1977) dirigida per Angelino Fons.
- El apolítico. (1977) dirigida per Mariano Ozores.
- Estoy hecho un chaval. (1977) dirigida per Pedro Lazaga.
- Estimado Sr. juez... (1978) dirigida per Pedro Lazaga.
- Mamá cumple cien años. (1979) dirigida per Carlos Saura.
- La insólita y gloriosa hazaña del cipote de Archidona (1979) Ramón Fernández.
- ¿Dónde estará mi niño? (1980) dirigida per Luis María Delgado.
- Unos granujas decentes. (1980) dirigida per Mariano Ozores.
- Profesor eróticus. (1981) dirigida per Luis María Delgado.
- La cripta. (1981) dirigida per Cayetano del Real.
- El primer divorcio (1981), dirigida per Mariano Ozores.
- Todos al suelo. (1981) dirigida per Mariano Ozores.
- Adulterio nacional. (1981) dirigida per Francisco Lara Polop.
- Chispita y sus gorilas. (1982) dirigida per Luis María Delgado.
- El gran mogollón. (1982) dirigida per Ramón Fernández.
- Los autonómicos. (1982) dirigida per José María Gutiérrez Santos.
- Huevos revueltos (1982) dirigida per Enrique Jiménez Pereira.
- Un rolls para Hipólito (1982) dirigida per Juan Bosch.
- En busca del huevo perdido. (1982) dirigida per Javier Aguirre.
- Cristóbal Colón, de oficio... descubridor. (1982) dirigida per Mariano Ozores.
- El sur. (1983) dirigida per Víctor Erice.
- Loca por el circo. (1982) dirigida per Luis María Delgado.
- La loca historia de los tres mosqueteros (1983) dirigida per Mariano Ozores.
- El Cid cabreador. (1983) dirigida per Angelino Fons.
- Vivir mañana. (1983) dirigida per Nino Quevedo.
- A tope (1984) dirigida per Ramón Fernández.
- El pico 2. (1984) dirigida per Eloy de la Iglesia.
- El último penalty (1984) dirigida per Martín Garrido.
- Dos mejor que uno. (1984) dirigida per Ángel Llorente.
- Padre nuestro. (1985) dirigida per Francisco Regueiro.
- ¡Qué tía la C.I.A.! (1985) dirigida per Mariano Ozores.
- El año de las luces. (1986) dirigida per Fernando Trueba.
- Cara de acelga. (1986) dirigida per José Sacristán.
- La vida alegre (1986) dirigida per Fernando Colomo.
- El pecador impecable (1987) dirigida per Augusto Martínez Torres.
- Esto sí se hace (1987) dirigida per Mariano Ozores.
- La venganza de Don Mendo (1988) dirigida per Gustavo Pérez Puig.
- Fratello dello spazio (1988) dirigida per Mario Gariazzo.
- El aire de un crimen (1988) dirigida per Antonio Isasi.
- El mar y el tiempo (1989) dirigida per Fernando Fernán Gómez.
- Mala yerba. (1991) dirigida per José Luis Pérez Tristán.
- Oh, cielos. (1994) dirigida per Ricardo Franco.

## Teatre (selecció)
- La del manojo de rosas (1936), de Pablo Sorozábal.
- Cuidado con la Paca (1937).
- Su amante esposa (1950), de Jacinto Benavente.[4]
- Un marido de ida y vuelta (1952), d'Enrique Jardiel Poncela.[5]
- Ha llegado Don Juan (1952), de Jacinto Benavente.[6]
- Milagro en la Plaza del Progreso (1953), de Joaquín Calvo Sotelo.
- ¡Sublime decisión! (1955), de Miguel Mihura
- La canasta (1955), de Miguel Mihura.
- El teatrito de don Ramón (1959), de José Martín Recuerda.[7]
- Los verdes campos del Edén (1963), d'Antonio Gala.[8]
- El proceso del arzobispo Carranza (1964), de Joaquín Calvo Sotelo.
- El sol en el hormiguero (1966), d'Antonio Gala.
- El señor Adrián, el primo (1966), de Carlos Arniches.
- Los malhechores del bien (1966), de Jacinto Benavente.
- Pecados conyugales (1966), de Juan José Alonso Millán.
- La decente (1967), de Miguel Mihura.
- El escaloncito (1970), de David Turner.[9]
- Romeo y Julieta (1971), de William Shakespeare, en versión de Pablo Neruda.[10]
- Alicia en el París de las maravillas (1978), de Miguel Sierra
- Don Juan Tenorio (1984), de José Zorrilla

## Televisió
- Entre platos anda el juego (1990-1993)[11]
- La comedia
  - Alicia en el París de las maravillas (3 d'abril de 1984)
- Lecciones de tocador (1983)[12]
- Un, dos, tres... responda otra vez (1976)
- La tía de Ambrosio (1971)
- Las doce caras de Juan
  - Tauro (11 de novembre de 1967)
- Y al final esperanza
  - El week-end de Andrómaca (18 de febrer de 1967)
- Teatro de siempre
  - Los milagros del desprecio (9 de febrer de 1967)
  - Aulularia (26 de setembre de 1968)
- La casa de los Martínez (1967-1970)
- Nosotras y ellos (1966)
- Telecomedia de humor
  - París... Oh là, là (25 de desembre de 1966)
- Estudio 1
  - Semana de Pasión (30 de març de 1966)
  - Vivir de ilusiones (15 de setembre de 1972)
- Novela
  - Silvestre Paradox (28 de desembre de 1965)
  - El malvado Carabel (31 de gener de 1966)
- Tiempo y hora
  - Decir que no (10 d'octubre de 1965)
- Teatro para todos
  - La muerte le sienta bien a Villalobos (8 d'agost de 1965)
- Tú tranquilo 
  - Carta de recomendación (3 de juliol de 1965)
- Teatro de humor
  - Tú y yo somos tres (19 de juny de 1965)
- Estudio 3
  - A mí lo que me tira es el comercio (24 de gener de 1965)
- Confidencias
  - 28 de febrer de 1964
  - Román y Marisa (19 de juny de 1964)
- Primera fila
  - Malvaloca (21 de juny de 1963)
- El hombre, ese desconocido
  - El mago de la suerte (11 de maig de 1963)
  - La chica que no quería ser artista (7 de juny de 1963)
  - 6 de juliol de 1963